# Roadrunner Records
Roadrunner é uma gravadora estadunidense que trabalha principalmente com bandas de heavy metal. O nome anterior da gravadora era Roadracer. A Roadrunner foi comprada pela gravadora Warner, sendo hoje uma subsidiária.

## História
Grandes nomes do heavy metal internacional já passaram pela Roadrunner, como por exemplo as bandas brasileiras Ratos de Porão, Sepultura.
Atualmente grandes bandas possuem um contrato com a gravadora, por exemplo: Gojira, Rush, Dream Theater, Nickelback, Papa Roach, Within Temptation, Soulfly, Cradle of Filth, Killswitch Engage, Slipknot, Trivium, Nightwish, Stone Sour, Theory of a Deadman, entre outros.
A banda de Metal Industrial Mushroomhead também tinha contrato com a Roadrunner Records, mas, por razões desconhecidas, a banda cessou esse contrato.
No Brasil a Roadrunner tornou-se gravadora independente em 1994, passando a lançar artistas de rock, como o Sepultura e o Soulfly, e também artistas pop, como o Jeremy Jackson. Em 1999 formou uma parceria com a Jovem Pan 2 FM, que resultou em algumas coletâneas de dance/pop/rock, como, por exemplo, Jovem Pan - Rock 'n' pop, lançada em agosto de 1999, contando com artistas do cast da gravadora como Moby, The Prodigy, Blessed Union Of Souls, Underworld, Stereophonics, Jon Anderson e Basement Jaxx. Nesta mesma época a gravadora licenciava no Brasil a Mute Records, importante gravadora indie inglesa. Em 2000 a Roadrunner foi absorvida pela Sum Records, tornando-se apenas um selo.
Já a Mute Records foi adquirida pela EMI em 2002, e depois pela BMG em 2012.

## Álbum comemorativo
Em 2005 a gravadora Roadrunner lançou um álbum comemorativo chamado Roadrunner United.
O álbum foi produzido para celebrar os vinte e cinco anos de aniversário da gravadora.
Artistas que possuem contrato ou que possuiram no passado foram quem participaram da obra.
Depois de vender 73,5% de suas ações em 2007, a empresa foi adquirida em sua totalidade pela Warner Music, causando a demissão de funcionários de todos os departamentos da Roadrunner. De acordo com a Billboard, o fundador e CEO, Cees Weesel, deixará a empresa junto com outras 36 pessoas.